# Rue Pierre-du-Diable (Jambes)
La rue Pierre du diable est une voie de circulation urbaine sise à Velaine (Jambes), un quartier de la ville de Namur en Belgique.  Elle relie le bord de Meuse à la rue de Dave. 

## Description
La rue, longue de quelques centaines de mètres se trouve dans la partie méridionale de Jambes (quartier de Velaine), un faubourg important de la ville de Namur (Belgique) se trouvant entièrement sur la rive droite de la Meuse. Partant de la rue de Dave, en face du passage à niveau (sur la ligne Namur-Dinant), elle est d’abord à large bande unique. Après la placette où se trouve l’église du Sacré-Cœur (paroisse de Velaine) elle se divise en deux bandes de circulation séparées par un terre-plein, avant d’aboutir à la Meuse, à la hauteur de l’Île Vas-t'y-Frotte.
Vers la droite, le long de la Meuse, part le ‘boulevard de la Meuse’, piétonnier sur certaines sections. Vers la gauche part une voie entièrement piétonnière qui conduit  à la plage d’Amée avec son port fluvial de plaisance de Jambes.  

## Origine
Même si la rue – et tout le quartier – sont d’urbanisation récente, son curieux nom (‘Pierre du Diable’) a une origine très ancienne. Il rappelle qu’autrefois, au départ de ce qui n’était qu’un chemin, se trouvait un dolmen. Le mégalithe – une longue pierre  posée à plat sur deux autres verticales - était de grande dimension : sans doute 2,80 mètres de longueur sur un mètre de largeur et 0,50 mètre d’épaisseur.  Sa présence est attestée dans un document de 1273. A la fin du XVe siècle on en parle comme de la ‘Pierre Brunehaut’, du nom de cette reine mérovingienne associée (dans la légende) à la rénovation des voies romaines anciennes.  
On présume que comme les autres dolmens - en Bretagne ou ailleurs - celui-ci était à l’origine un monument funéraire, même si plus tard un culte et des rites païens y furent (sans doute) célébrés.  Avec l’arrivée du Christianisme ces rites furent diabolisés et le dolmen fut appelé ‘pierre du diable’. Au XVIIIe siècle c’est par ce nom de ‘Pierre du Diable’ qu’elle est connue et nombre d’histoires et de légendes tournent autour de ce que l’on voyait comme un ancien autel où se pratiquaient des sacrifices druidiques. Une petite chapelle fut érigée à son côté.

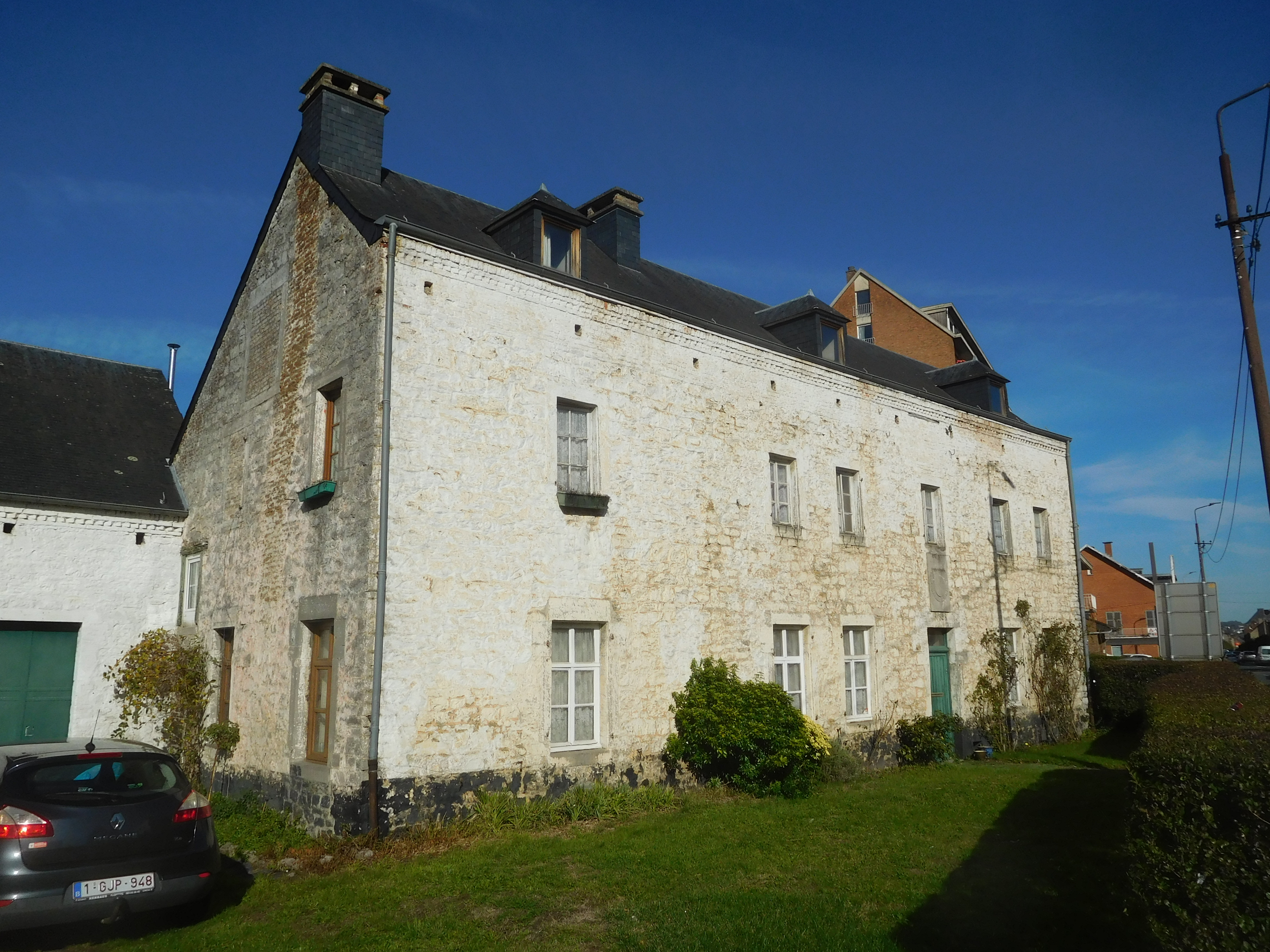
La maison Pierre-du-Diable, à Jambes

En 1753 une maison est construite à proximité du dolmen. Elle existe toujours, au coin de la rue de Dave, et est connue comme la ‘maison de la Pierre du Diable’.  Au XIXe siècle elle fut auberge.  Malheureusement son propriétaire, qui avait le dolmen dans sa cour, n’en connaissait pas l’importance, bien qu’il ait découvert dans le sol de nombreuses pièces de monnaie romaine.  Il s’intéresse aux pierres du dolmen et cromlech (cercle de pierres qui entoure un dolmen) comme matériau à bâtir. C’est ainsi que la pierre du Diable fut découpée en 1820. L'ensemble fut démantelé et utilisé pour réparer une muraille. 
Seule la maison de la pierre du Diable (en face du passage à niveau) et la rue qui a pris son nom gardent la mémoire de cette ‘Pierre du Diable’. 

## Institution
- L'église paroissiale du Sacré-Cœur, un bâtiment résolument moderne construit de 1969 à 1971, se trouve au coin formé par la rue Pierre-du-Diable avec la rue Duhainaut (3 rue Pierre-du-Diable).